# خط طول 6° شرق
خط طول 6° شرق هو أحد خطوط الطول الجغرافية، والتي تمتد من القطب الشمالي الجغرافي إلى القطب الجنوبي الجغرافي، وحسب التحويل الزمني يتقدم خط طول 6° شرق عن خط غرينتش بـ24 دقيقة.

## من القطب إلى القطب
ينطلق خط طول 6° شرق من القطب الشمالي نحو القطب الجنوبي مرورا بالمناطق التي ترد في الجدول التالي:
| الإحداثيات                       | البلد أو الإقليم أو البحر | ملاحظات                                                                                                |
| -------------------------------- | ------------------------- | --- |
| 90°0′N 6°0′E / 90.000°N 6.000°E  | المحيط المتجمد الشمالي    | |
| 81°19′N 6°0′E / 81.317°N 6.000°E | المحيط الأطلسي            | |
| 62°29′N 6°0′E / 62.483°N 6.000°E | النرويج                   | Entering في Godøya in موره ورومسدال. Exiting south of Eigersund in روغالاند.                           |
| 58°25′N 6°0′E / 58.417°N 6.000°E | بحر الشمال                | |
| 53°24′N 6°0′E / 53.400°N 6.000°E | هولندا                    | مرورا بشرق آبلدورن وآرنم                                                                               |
| 51°50′N 6°0′E / 51.833°N 6.000°E | ألمانيا                   | لحوالي 10 km                                                                                           |
| 51°44′N 6°0′E / 51.733°N 6.000°E | هولندا                    | |
| 51°5′N 6°0′E / 51.083°N 6.000°E  | ألمانيا                   | لحوالي 11 km                                                                                           |
| 50°59′N 6°0′E / 50.983°N 6.000°E | هولندا                    | |
| 50°48′N 6°0′E / 50.800°N 6.000°E | ألمانيا                   | لحوالي 2 km, مرورا بغرب آخن                                                                            |
| 50°47′N 6°0′E / 50.783°N 6.000°E | هولندا                    | لحوالي 4 km                                                                                            |
| 50°45′N 6°0′E / 50.750°N 6.000°E | بلجيكا                    | |
| 50°11′N 6°0′E / 50.183°N 6.000°E | لوكسمبورغ                 | مرورا بغرب the city of لوكسمبورغ (مدينة)                                                               |
| 49°27′N 6°0′E / 49.450°N 6.000°E | فرنسا                     | مرورا عبر بيزنسون                                                                                      |
| 46°14′N 6°0′E / 46.233°N 6.000°E | سويسرا                    | لحوالي 9 km, just west of جنيف                                                                         |
| 46°9′N 6°0′E / 46.150°N 6.000°E  | فرنسا                     | Meeting the Mediterranean Sea just east of تولون                                                       |
| 43°6′N 6°0′E / 43.100°N 6.000°E  | البحر الأبيض المتوسط      | |
| 36°51′N 6°0′E / 36.850°N 6.000°E | الجزائر                   | |
| 19°36′N 6°0′E / 19.600°N 6.000°E | النيجر                    | |
| 13°42′N 6°0′E / 13.700°N 6.000°E | نيجيريا                   | |
| 4°19′N 6°0′E / 4.317°N 6.000°E   | المحيط الأطلسي            | مرورا بغرب the جزيرة جزيرة ساو تومي, ساو تومي وبرينسيب · مرورا بشرق the جزيرة أنوبون, غينيا الاستوائية |
| 60°0′S 6°0′E / 60.000°S 6.000°E  | المحيط الجنوبي            | |
| 70°1′S 6°0′E / 70.017°S 6.000°E  | القارة القطبية الجنوبية   | أرض الملكة مود، المطالب الإقليمية بالقارة القطبية الجنوبية by النرويج                                  |